# Каменка (Климовски район)
Каменка (на руски: Каменка) е село в Климовски район на Брянска област в Русия.
То влиза в състава на Плавенското селско поселение (вид община, състояща се от множество малки села).
Идентификационният код на селото според Общоруския класификатор на обектите на административно-территориално деление (ОКАТО) е: 15228824003.

## География
Селото се намира в югозападната част на Брянска област, в зона на смесени иглолистно-широколистни гори, в рамките на Полеската низина, край автомобилен път 15К-1204, на разстояние от около 12 километра (по права линия) североизточно от селището от градски тип Климово – административен център на областта. Абсолютната височина е 163 метра над морското равнище.

### Климат
Климатът се характеризира като умереноконтинентален, с умерено топло лято и относително мека зима. Средната годишна многогодишна температура на въздуха е 5,2 °C. Средната температура на въздуха на най-топлия месец (юли) е 18,2 °C (абсолютният максимум е 36 °C), а на най-студения (януари) е -8,1 °C (абсолютният минимум е -37 °C). Периодът без замръзване продължава средно 158 дни. Средните годишни валежи са 590 mm, като по-голямата част от тях падат през топлия период. Снежната покривка се задържа 113 дни.

### Часова зона
Село Каменка, както и цялата Брянска област, се намират в Московската часова зона (московско време). Отклонението на прилаганото време спрямо UTC е +3:00.

## Население

### Численост
| Численост на населението | Численост на населението |
| Година                   | Души                     |
| ------------------------ | ------------------------ |
| 2010 г.                  | 115                      |
| 2013 г.                  | 100                      |

### Национален състав
Според резултатите от преброяването на населението през 2002 г. руснаците съставляват 97 % от 172 души в националната структура на населението.